# Mark Clattenburg
Mark Clattenburg (Consett, Condado de Durham, Inglaterra; 23 de marzo de 1975) es un ex árbitro de fútbol profesional inglés. Es un ex colegiado de la Premier League y de la Durham County Football Association y también ex árbitro de la FIFA. Ha arbitrado varios partidos notables, como la final de la Liga de Campeones de la UEFA 2016 y la final de la Eurocopa 2016. Es uno de los árbitros europeos mejor valorados de su generación.

## Trayectoria
Nacido en Consett, Condado de Durham, Clattenburg comenzó a arbitrar en 1990 como parte del Premio del Duque de Edimburgo  y se convirtió en árbitro asistente en la Northern League a la edad de 18 años, arbitrando más tarde en esa liga. Se convirtió en árbitro de la Football Conference y árbitro asistente de la Football League en el año 1999, pero fue promovido rápidamente a la Lista Nacional de Árbitros de la Football League en el año 2000. Había servido solo un año como asistente, un récord compartido con Steve Baines, pero lo condujo a un ascenso más rápido. 
Clattenburg se convirtió en árbitro de la FIFA en 2006, a la edad de 30 años, dos años después de convertirse en profesional.
Clattenburg ha dirigido como árbitro en la Premier League, League One, League Two, FA Cup, Carling Cup, Championship, Football League, Liga de Campeones de la UEFA, UEFA Europa League, Copa Intertoto, eliminatorias a la Eurocopa del 2008, 2012 y árbitro encargado de arbitrar la final de la Eurocopa de Francia entre Francia y Portugal, amistosos internacionales.
En la Copa Mundial de Fútbol Sub-20 de 2011, pitó los partidos Malí vs. Corea del Sur y Brasil vs. Panamá de la primera fase, en octavos de final pitó el partido Colombia vs. Costa Rica y un partido de la semifinal Brasil vs. México. En los juegos Olímpicos de Londres 2012 pitó la final entre México y Brasil, ganando México la medalla de oro y el 28 de mayo de 2016 pitó la final de la UEFA Champions League entre el Atlético de Madrid y el Real Madrid.
El 16 de febrero de 2017, la PGMOL anunció que Clattenburg había dejado su puesto como árbitro de la Premier League para ocupar un puesto en la Federación de Fútbol de Arabia Saudita, reemplazando a Howard Webb como Jefe de Arbitraje del país. 
El 23 de febrero de 2019, se anunció que Clattenburg había sido contratado por la CFA para convertirse en uno de los árbitros profesionales en China.
El 5 de agosto de 2022, fue nombrado presidente del Comité de Árbitros de Egipto para mejorar el rendimiento de los árbitros locales. El 24 de enero de 2023, renunció a su cargo y abandonó Egipto debido a las amenazas de la afición después de que el presidente del Zamalek SC, Mortada Mansour, alegara que mantenía una relación homosexual, además de un impago de 32.000 libras al mes de salario de los dos últimos meses.
En febrero de 2024, Clattenburg fue nombrado analista de árbitros del Nottingham Forest. Dejó el cargo el 3 de mayo de 2024.  Clattenburg es el árbitro principal en la reedición del programa de televisión Gladiators en la BBC en 2024 y 2025.